# بادلرزان
بادلرزان (نام علمی: Pulsatilla alpina) نام یک گونه از سرده بادلرزان است.